# A.C.D. Sant'Angelo 1907
ACD Sant'Angelo 1907 là một câu lạc bộ bóng đá Ý đến từ Sant'Angelo Lodigiano, Lombardy.

## Lịch sử

### Những năm đầu
Câu lạc bộ được thành lập vào năm 1907, nhưng cho đến mùa giải 1927-28 đã không cạnh tranh trong bất kỳ chức vô địch chính thức nào.
Sự ra mắt trong một giải đấu thực sự và thực tế đã diễn ra năm tiếp theo, khi cạnh tranh trong Terza Divisione, kết thúc vị trí thứ tư. Đội tham gia giữa Prima, Seconda và Terza Divisione cho đến năm 1941, khi Chiến tranh thế giới thứ hai buộc nó không hoạt động. Nó bắt đầu lại vào năm 1945, từ Serie C, hạng mục được duy trì trong thời gian ba năm, sau đó trượt ở Promozione và Prima Divisione.
Không hoạt động vào năm 1950-51, trở lại Promozione khi kết thúc mùa 1952-53 và ở Campionato Nazionale Dilettanti vào mùa hè năm 1956. Bước nhảy vọt, tuy nhiên, chi phí đắt đỏ: trên thực tế, vào cuối năm 1960-61 đội biến mất. Đội bóng được thành lập lại hai năm sau đó, và bắt đầu từ Terza Divisione, leo lên Serie D, nhờ bốn lần thăng chức trong năm năm: đến vị trí đầu tiên ở Terza Divisione vào năm 1964 và sau đó là một lần nữa trong loạt lớn hơn, do đó, sau một Vị trí thứ mười sáu tại Prima Divisione vào năm 1966, kết thúc ở vị trí thứ tư thăng hạng ở Promozione, và vị trí đầu tiên trong bộ phận mới, mở ra cánh cửa đến Serie D. Vào mùa hè năm 1968 và cuộc phiêu lưu ở Serie D kéo dài ba năm: sau vị trí thứ tư và thứ ba, việc xuống hạng vào năm 1971, với vị trí thứ mười bảy. Năm 1971, đội hình đầu tiên rơi xuống Promozione, nhưng sau hai năm kết thúc trước. Từ năm đó bắt đầu những năm vàng, nhờ những ý tưởng và tiền của một người huấn luyện nổi tiếng, Carlo Chiesa.

### Serie C và sự suy giảm
Với Carlo Chiesa, đội hình đạt đến mức độ phổ biến tối đa: được thăng hạng ở Serie D vào cuối năm 1972-73, năm tiếp theo chinh phục lần thăng hạng thứ hai liên tiếp, tăng dần ở Serie C.
Giữa cuối những năm bảy mươi và đầu thập niên tám mươi, thị trấn nhỏ này sống một giấc mơ đối mặt với những đội bóng vĩ đại và khó khăn: Triestina, Piacenza, Monza, Venice, Atalanta và Udinese là một số đội phải đối mặt.
Tuy nhiên, phép màu không thể tồn tại vĩnh cửu, vì vậy, sau khi trượt xuống Serie C2 (với sự cải tổ giải vô địch) vào mùa hè năm 1978, đã quay trở lại và thành công duy trì Serie C1 cho đến năm 1981 nơi khép lại cuộc phiêu lưu ở Serie C1. Sau khoảng thời gian hai năm ở Serie C2, nó cũng khép lại chu kỳ tại các giải đấu chuyên nghiệp: thứ ba đếm lên từ vị trí cuối cùng, trên thực tế, trục xuất đội khỏi Interregionale. Từ thời điểm này, đội đã tiếp tục trong các giải nghiệp dư (Serie D, Eccellenza và Promozione).

### Serie D
Vào ngày 22 tháng 4 năm 2012, sau trận hòa (1-1) với Castellucchio, đội đã thăng hạng lên Serie D.

## Màu sắc và huy hiệu
Các màu câu lạc bộ là đỏ và đen.